# Muzeul Iordaniei
Muzeul Iordaniei este situat în districtul Ras Al-Ein din Amman, Iordania. Construit în 2014, muzeul este cel mai mare muzeu din Iordania și găzduiește cele mai importante descoperiri arheologice ale țării.
Muzeul prezintă artefacte din diverse situri arheologice preistorice din Iordania, inclusiv statuile 'Ain Ghazal din anul 7500 î.Hr., care sunt considerate unele dintre cele mai vechi statui umane realizate vreodată de civilizația umană.
Colecțiile din muzeu sunt aranjate în ordine cronologică și, de asemenea, dispun de săli de conferințe, expoziții în aer liber, o bibliotecă, un centru de conservare și o zonă pentru activități pentru copii. Muzeul a fost înființat de un comitet condus de regina Rania, devenind singurul muzeu din Iordania care a implementat tehnologii moderne de conservare a artefactelor.

## Context
Muzeul Arheologic Iordanian a fost înființat în 1951 și găzduiește cele mai importante descoperiri arheologice ale Iordaniei. Cu toate acestea, acesta a devenit prea mic și ideea dezvoltării unui nou muzeu modern a apărut în 2005. Un comitet mixt condus de regina Rania a devenit responsabil pentru dezvoltarea ideii unui nou muzeu modern conform standardelor internaționale. Construcția a început în 2009 și muzeul a fost deschis oficial în 2014, pe o suprafață de peste 10.000 de metri pătrați.

## Localizare
Muzeul este situat în zona Ras Al-Ein, în apropiere de centrul Ammanului, în apropierea sediului Zonei Metropolitane Amman. Muzeul este doar la o stradă depărtare de siturile arheologice majore din Amman, cum ar fi teatrul roman, Nymphaeum, Citadela Amman și Piața Hașemită.

## Artefacte importante

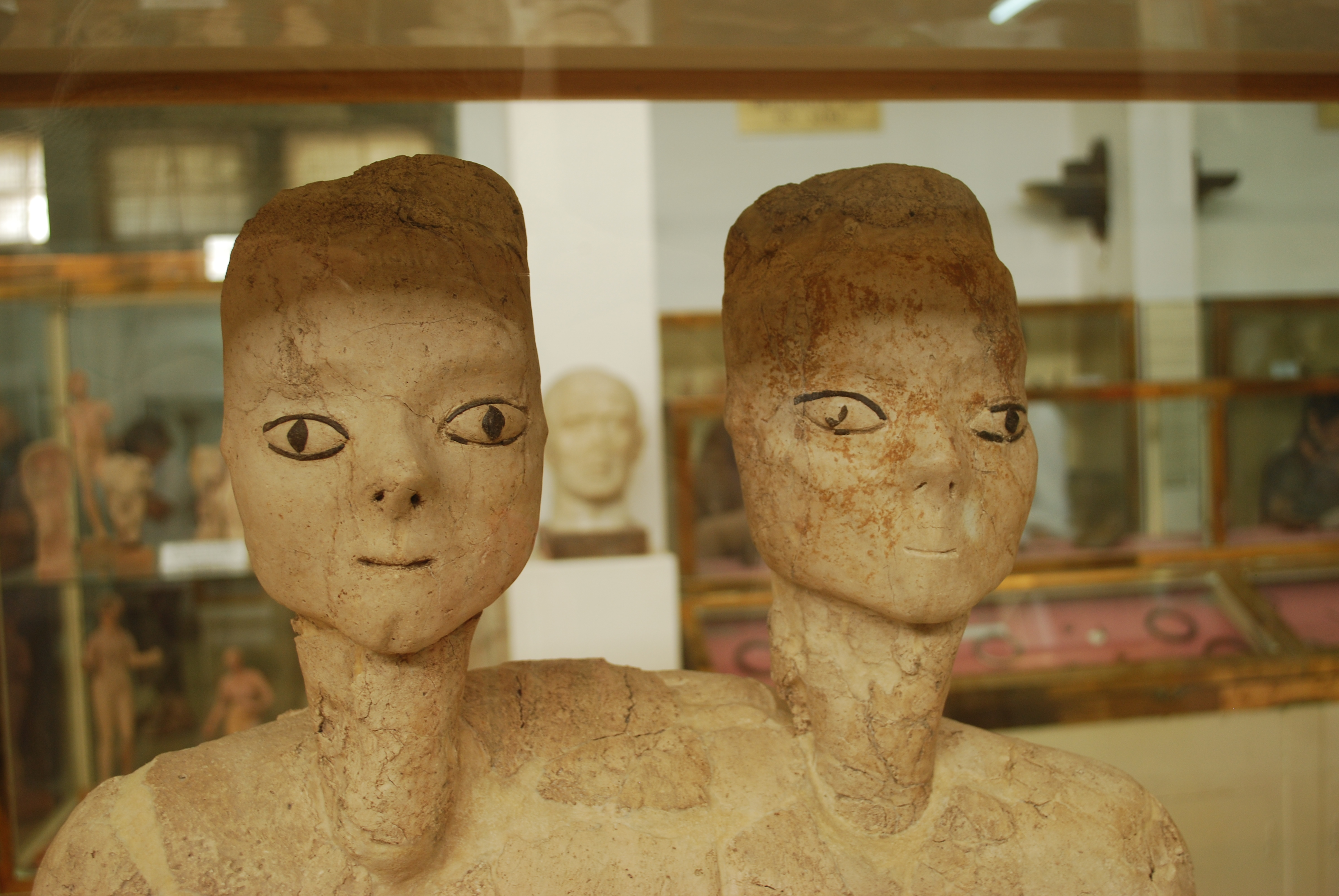
Una dintre cele mai vechi statuete umane realizate de civilația umană de la 'Ain Ghazal prezentă la Muzeul Iordaniei. Datează din 7250 î.Hr.

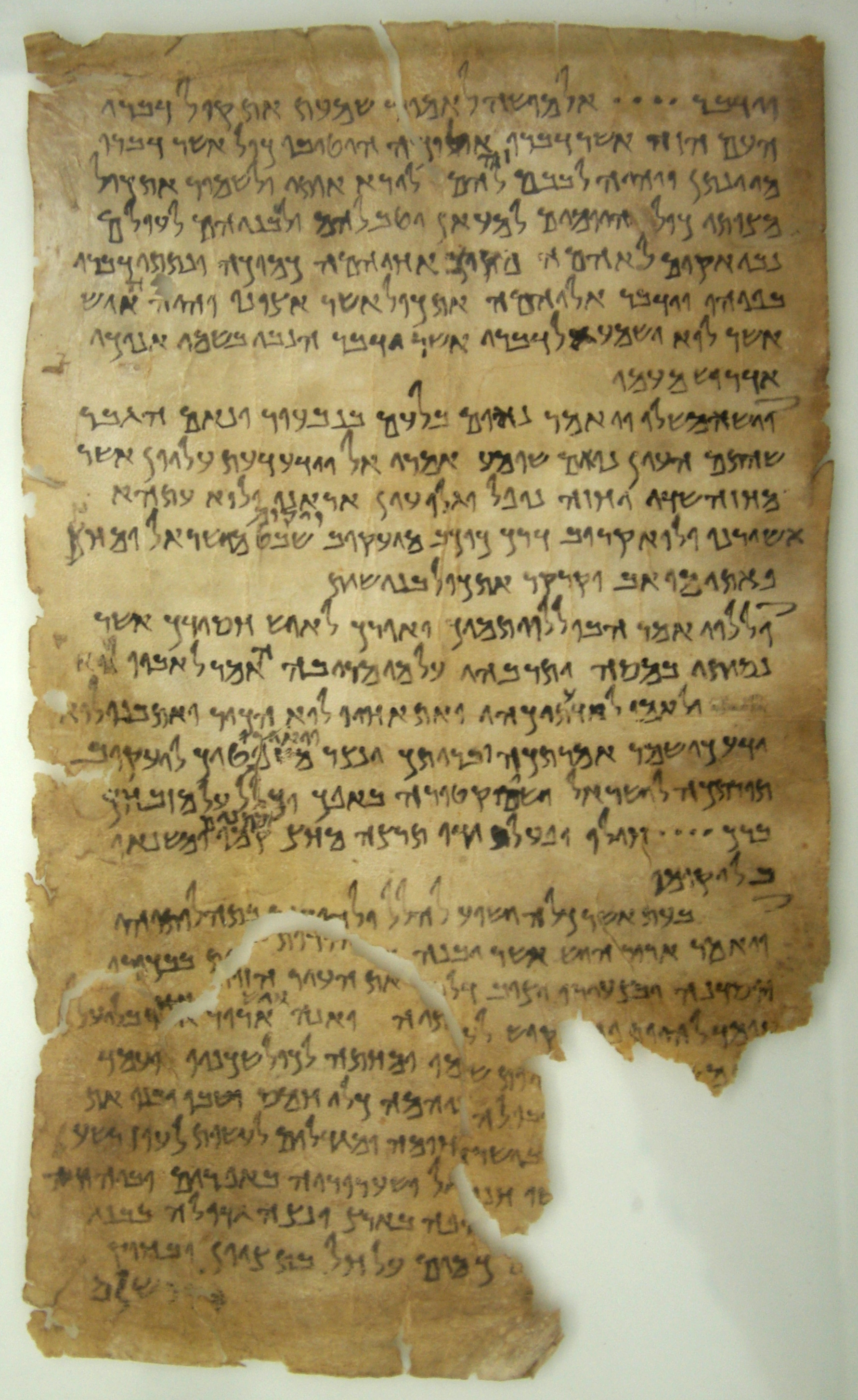
4Q175 manuscris, unul dintre Manuscrisele de la Marea Moartă

Muzeul găzduiește oase de animale datate cu 1,5 milioane de ani în urmî, „statui din ipsos de var 'Ain Ghazal, manuscrisul de cupru din Manuscrisele de la Marea Moartă, o copie a Stelei lui Meșa. Stela lui Meșa este o piatră mare de bazalt negru, care a fost ridicată în Moab și a fost înscrisă de regele moabit Meșa, în care se laudă pentru proiectele de construcție pe care le-a inițiat în Moab (astăzi Al-Karak) și își comemorează gloria și victoria împotriva israeliților. Stela constituie una dintre cele mai importante relatări directe ale istoriei biblice. Stela originală lui Meșa este expusă în Franța la Muzeul Louvre, iar Iordania a cerut în mod constant revenirea sa în țară. Statuile umane găsite la 'Ain Ghazal constituie unele dintre cele mai vechi statui umane din lume făcute vreodată de civilizația umană, datând din anul 7000 î.Hr. 'Ain Ghazal este un sat neolitic important din Amman, care a fost descoperit în 1981. Manuscrisul de cupru din Marea Moartă a fost găsit lângă Khirbet Qumran, care este un inventar al aurului și al argintului, dar și al unor vase, probabil preluate din Templul din Ierusalim în jurul anului 68 d.Hr. Este scris într-un stil ebraic Mishnaic.